# Bangkok Skytrain

Logo der BTS

Der Skytrain (Thai: รถไฟฟ้าบีทีเอส, Aussprache: [rót fajfáː biːtʰiːʔèːt]) ist Teil des öffentlichen Nahverkehrssystems Bangkoks. Es wird von der Bangkok Mass Transit System (BTS) betrieben. Der Skytrain verläuft getrennt von der Bangkok Metro, der U-Bahn Bangkoks. Die Strecken des Skytrains sind zusammen rund 68 Kilometer lang und durchgehend auf Stelzen geführt.

## Geschichte

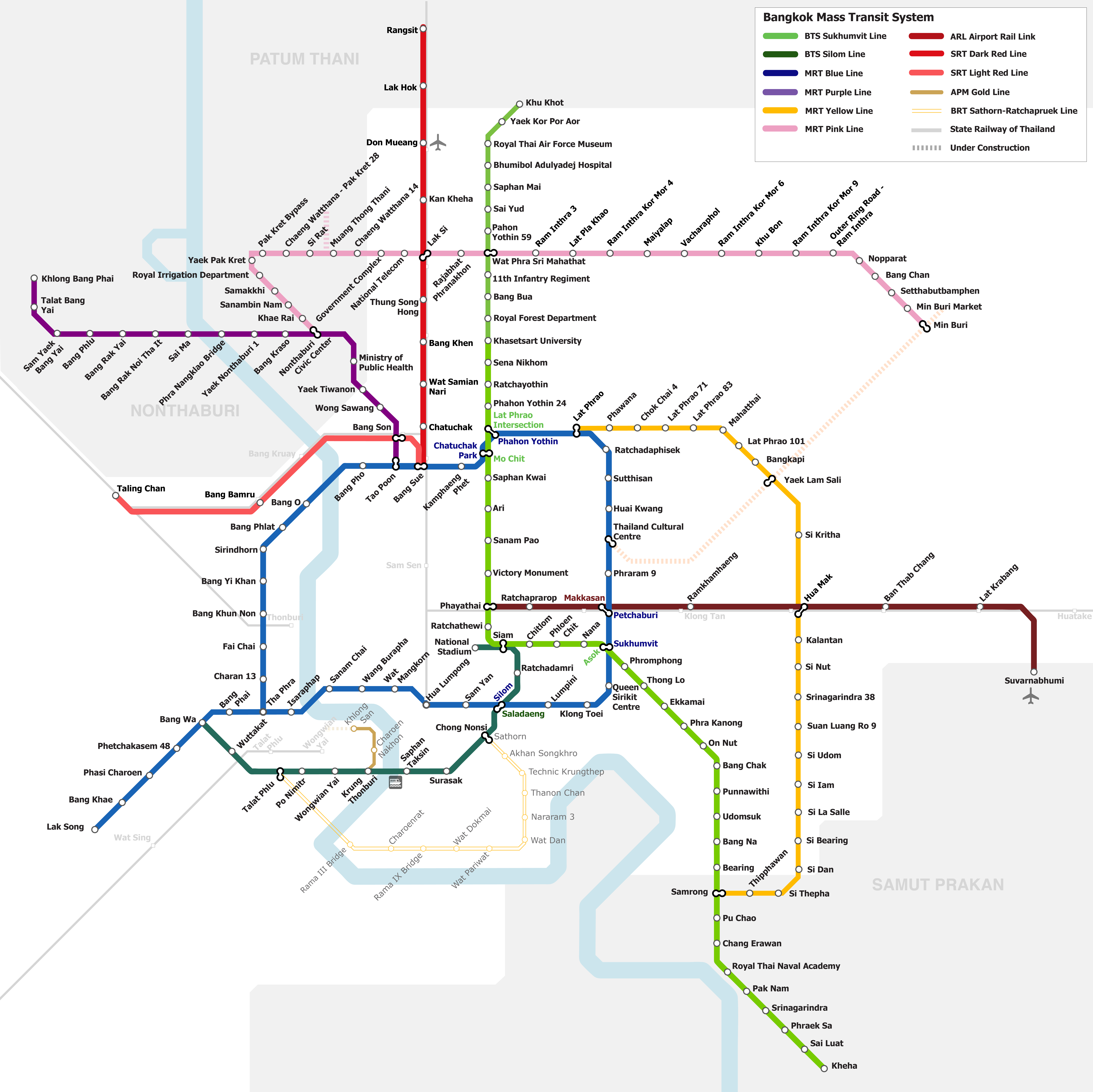
Netzplan des Bangkok Skytrain, der Bangkok Metro und des Suvarnabhumi Airport Link (Stand: Dezember 2023)

Ursprünglich wurde das System mit der gleichen Technik wie der Vancouver SkyTrain geplant, was jedoch 1992 nach Einmischung von politischer Seite aufgegeben wurde. Dieses erste Skytrain-Projekt wird manchmal zur besseren Unterscheidung mit dem aktuellen Projekt als Lavalin Skytrain bezeichnet. Das zweite Projekt entstand auf Basis von Siemens-Technik, diese hat, bis auf den Namen „Skytrain“, jedoch wenig mit dem ersten Projekt gemein: Nicht nur die Technik, sondern auch die Linienführung ist eine andere. Seine beiden Strecken – die Silom-Linie und die Sukhumvit-Linie – wurden am 5. Dezember 1999 eröffnet.
An zwei Brücken über den Mae Nam Chao Phraya (Chao-Phraya-Fluss) wurden bei deren Bau in den frühen 1990er-Jahren auch Fundamente für den Lavalin Skytrain gelegt. Das Fundament an der Taksin-Brücke wurde mittlerweile dafür genutzt, um die Silom-Linie über den Fluss nach Thonburi zu verlängern. Die Fertigstellung dieser Verlängerung war ursprünglich für 2005 geplant, allerdings wurden die Bauarbeiten aufgrund politischer Einflussnahme unterbrochen. Am 15. Mai 2009 wurde die neue Teilstrecke eröffnet.
Die Verlängerung der Sukhumvit-Linie nach Bearing im Südosten wurde im Oktober 2006 begonnen und am 12. August 2011 eingeweiht. Weitere Erweiterungen wurden bis Dezember 2018 in südlicher, und bis Dezember 2020 in nördlicher Richtung errichtet. Für die Anbindung des neuen Flughafens wurde jedoch nicht der Skytrain verlängert, sondern der neue Suvarnabhumi Airport Rail Link gebaut, der nicht der BTS-Technik entspricht. Am Bahnhof Phaya Thai gibt es eine Umsteigemöglichkeit in den Airport Rail Link.
Am 16. Dezember 2020 wurde die goldene Linie eröffnet, welche Krung Thon Buri mit Khlong San verbindet.
An fünf Haltestellen gibt es eine Umsteigemöglichkeit zur „Blauen Linie“ der Bangkok Metro.
Die Instandhaltung des Rollmaterials und der Infrastruktur wird bis 2029 von Siemens durchgeführt.

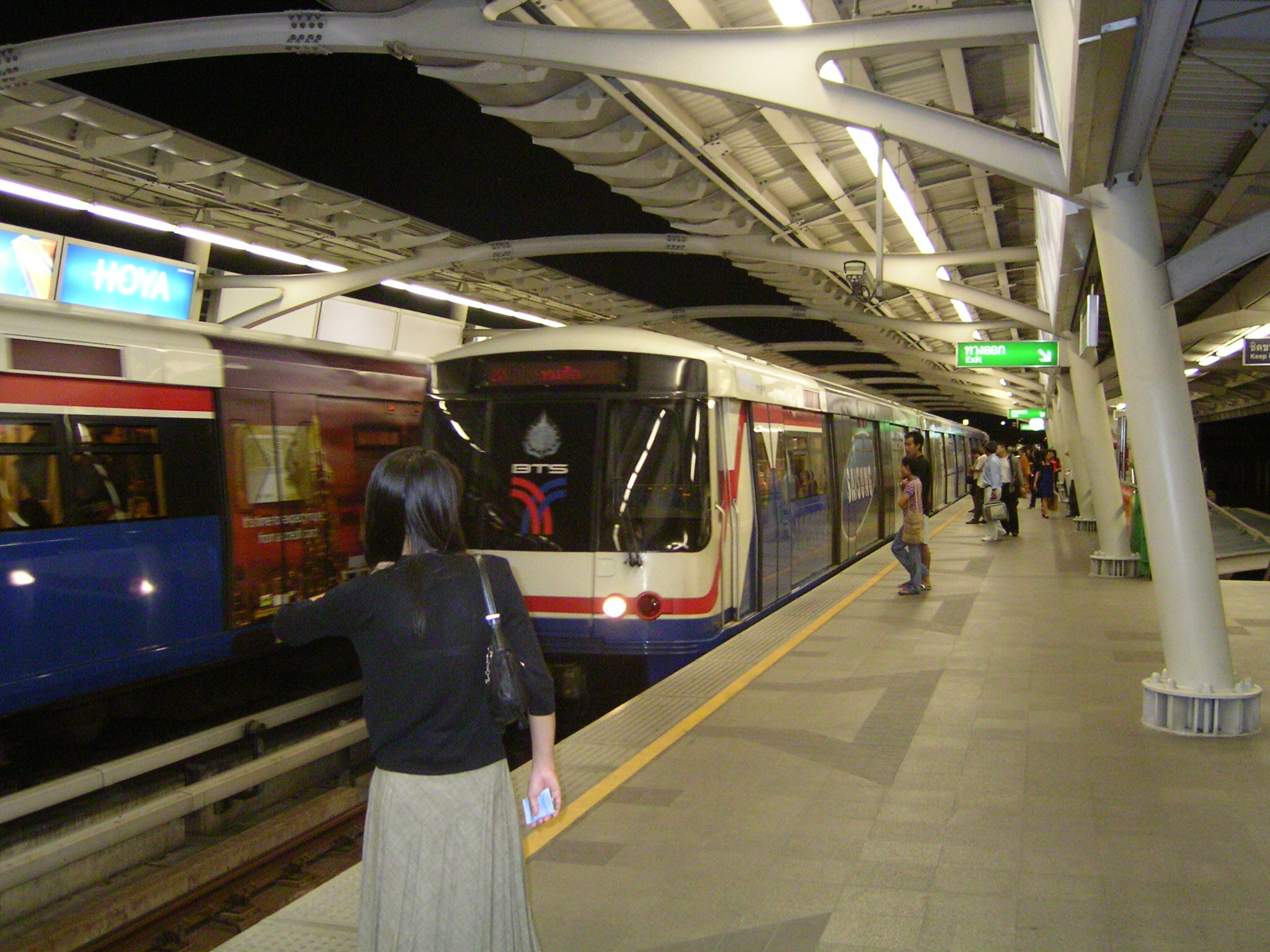
Züge des Skytrain
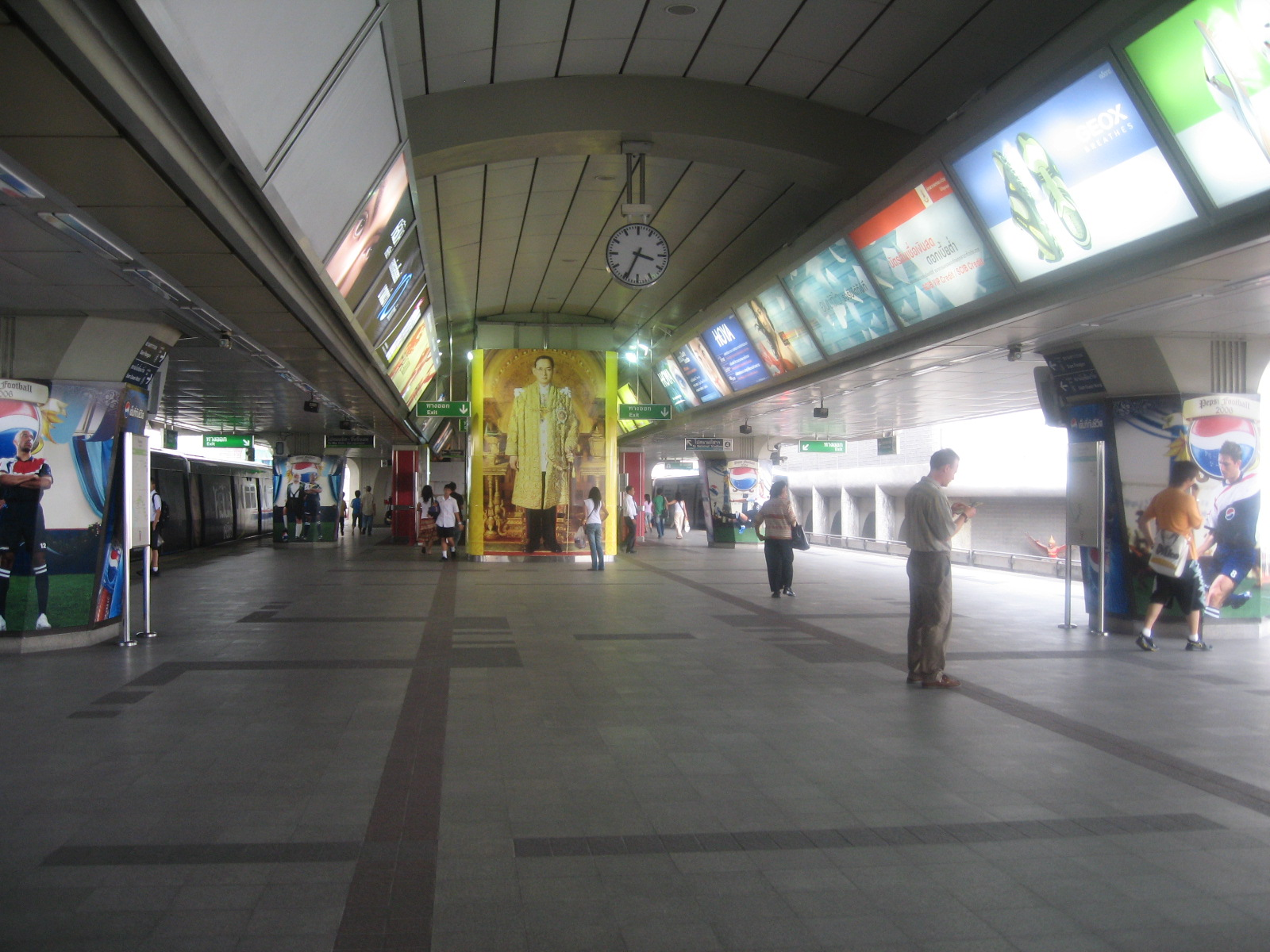
Ein Bahnsteig der Haltestelle Siam
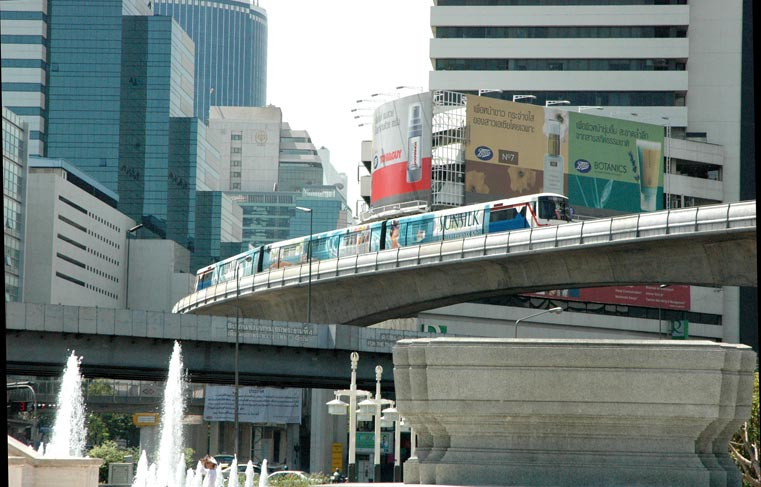
Ein Zug des Skytrain erreicht den Bahnhof Sala Daeng.
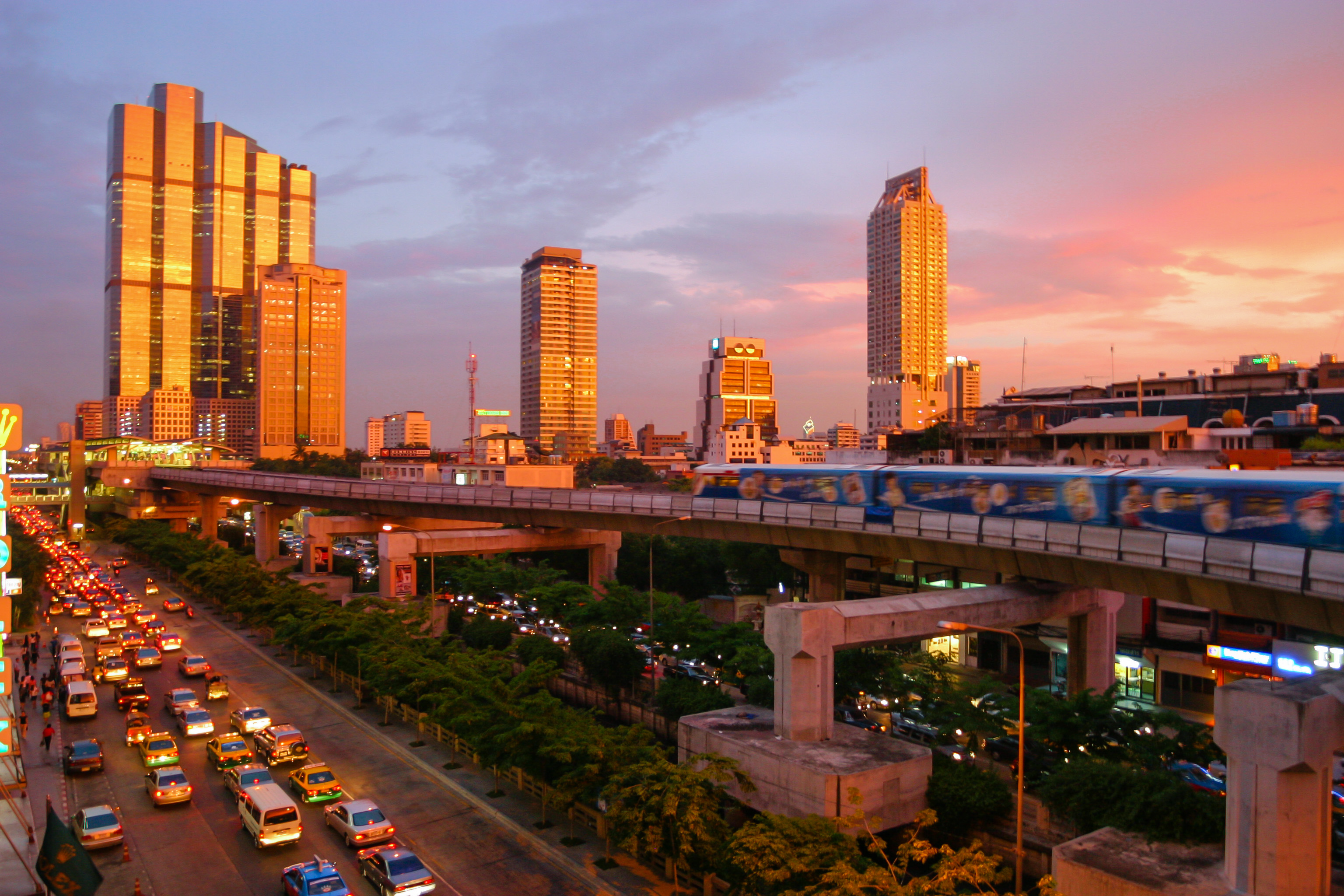
Der Skytrain fährt in die Haltestelle Chong Nonsi ein.
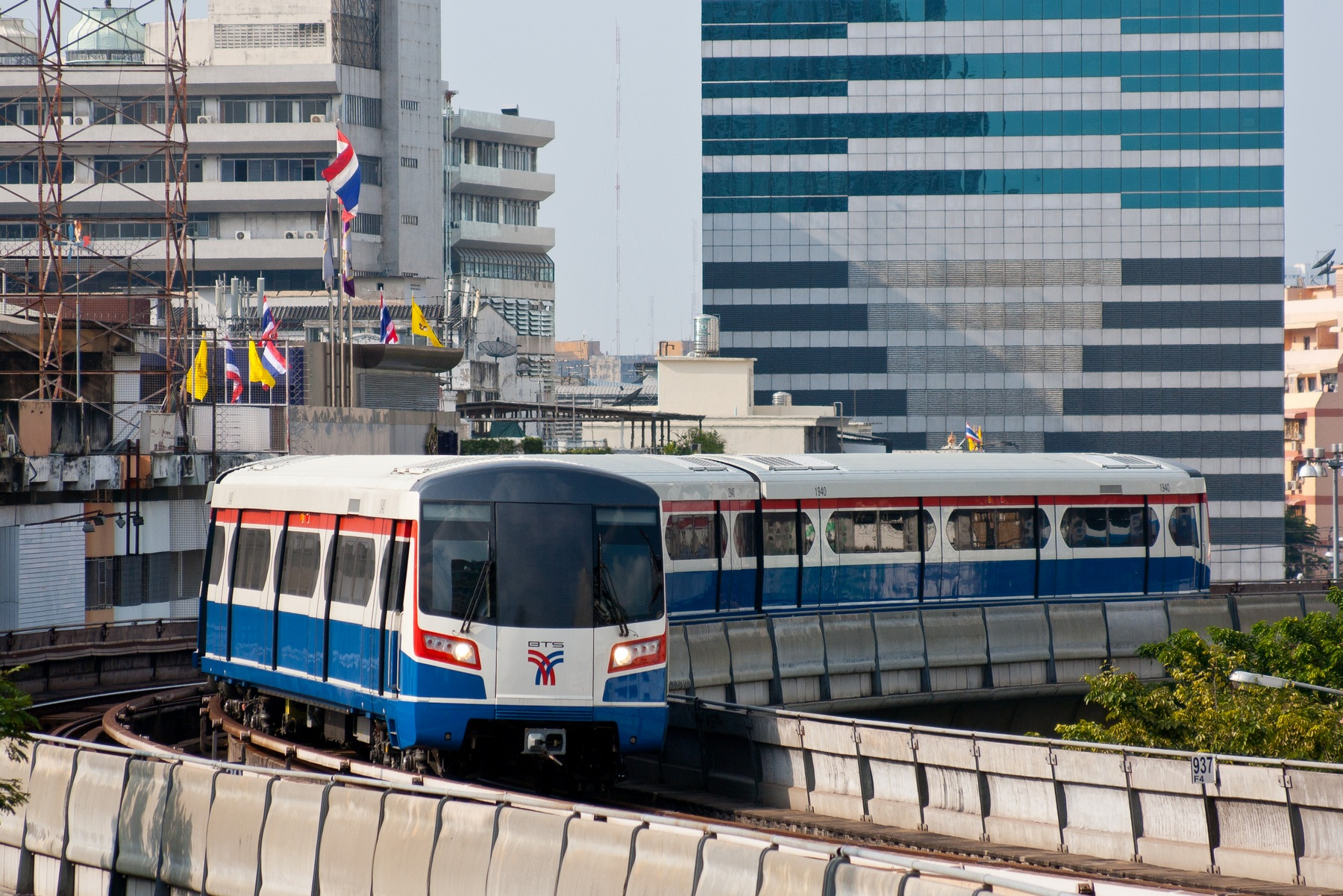
Ein Skytrain der neueren Generation bei Chong Nonsi

## Liste der Haltestellen

### Sukhumvit-Linie
| \| \| \| Khu Khot \| \| \| \| \| Depot Khu Khot \| \| \| \| \| Yaek Kor Por Aor \| \| \| \| \| Royal Thai Air Force Museum \| \| \| \| \| Bhumibol Adulyadej Hospital \| \| \| \| \| Saphan Mai \| \| \| \| \| Sai Yud \| \| \| \| \| Phahon Yothin 59 \| \| \| \| \| Wat Phra Sri Mahathat ↔ MRT: Pinke Linie \| \| \| \| \| 11th Infantry Regiment \| \| \| \| \| Bang Bua \| \| \| \| \| Royal Forest Department \| \| \| \| \| Kasetsart University \| \| \| \| \| Sena Nikhom \| \| \| \| \| Ratchayothin \| \| \| \| \| Phahonyothin 24 \| \| \| \| \| Ha Yaek Lat Phrao ↔ MRT: Blaue Linie \| \| \| \| \| Don Mueang-Autobahn \| \| \| \| \| Depot Mo Chit \| \| \| \| \| Mo Chit ↔ MRT: Blaue Linie \| \| \| \| \| Saphan Khwai \| \| \| \| \| Sena Ruam (geplant) \| \| \| \| \| Ari \| \| \| \| \| Sanam Pao \| \| \| \| \| Si Rat-Autobahn \| \| \| \| \| Victory Monument \| \| \| \| \| Phaya Thai ↔ Airport Rail Link \| \| \| \| \| Ratchathewi \| \| \| \| \| Siam ↔ BST: Silom Linie \| \| \| \| \| \| \| \| \| \| Chit Lom \| \| \| \| \| Phloen Chit \| \| \| \| \| Nana \| \| \| \| \| Asok ↔ MRT: Blaue Linie \| \| \| \| \| Phrom Phong \| \| \| \| \| Thong Lo \| \| \| \| \| Ekkamai \| \| \| \| \| Phra Khanong \| \| \| \| \| Chalong Rat-Autobahn \| \| \| \| \| On Nut \| \| \| \| \| Bang Chak \| \| \| \| \| Punnawithi \| \| \| \| \| Udom Suk \| \| \| \| \| Bang Na \| \| \| \| \| Bearing \| \| \| \| \| Samrong MRT: Gelbe Linie \| \| \| \| \| Pu Chao \| \| \| \| \| Kanchanapisek-Autobahn \| \| \| \| \| Chang Erawan \| \| \| \| \| Royal Thai Naval Academy \| \| \| \| \| Pak Nam \| \| \| \| \| Srinagarindra \| \| \| \| \| Phraek Sa \| \| \| \| \| Sai Luat \| \| \| \| \| Kheha \| \| \| \| \| Depot Samut Prakan \| \| \| \| \| Vorleistung für geplante Verlängerung nach Bang Pu \| \| |  |                                                    |                                          |
| U-Bahn-Haltepunkt / Haltestelle Anfang Hochstrecke |  | Khu Khot                                           | Khu Khot                                 |
| U-Bahn-Abzweig geradeaus und nach links · U-Bahn-Betriebs-/Güterbahnhof Ende Hochstrecke und quer |  | Depot Khu Khot                                     | Depot Khu Khot                           |
| U-Bahn-Haltepunkt / Haltestelle |  | Yaek Kor Por Aor                                   | Yaek Kor Por Aor                         |
| U-Bahn-Haltepunkt / Haltestelle |  | Royal Thai Air Force Museum                        | Royal Thai Air Force Museum              |
| U-Bahn-Haltepunkt / Haltestelle |  | Bhumibol Adulyadej Hospital                        | Bhumibol Adulyadej Hospital              |
| U-Bahn-Haltepunkt / Haltestelle |  | Saphan Mai                                         | Saphan Mai                               |
| U-Bahn-Haltepunkt / Haltestelle |  | Sai Yud                                            | Sai Yud                                  |
| U-Bahn-Haltepunkt / Haltestelle |  | Phahon Yothin 59                                   | Phahon Yothin 59                         |
| Strecke quer · U-Bahn-Bahnhof · Strecke quer |  | Wat Phra Sri Mahathat ↔ MRT: Pinke Linie           | Wat Phra Sri Mahathat ↔ MRT: Pinke Linie |
| U-Bahn-Haltepunkt / Haltestelle |  | 11th Infantry Regiment                             | 11th Infantry Regiment                   |
| U-Bahn-Haltepunkt / Haltestelle |  | Bang Bua                                           | Bang Bua                                 |
| U-Bahn-Haltepunkt / Haltestelle |  | Royal Forest Department                            | Royal Forest Department                  |
| U-Bahn-Haltepunkt / Haltestelle |  | Kasetsart University                               | Kasetsart University                     |
| U-Bahn-Haltepunkt / Haltestelle |  | Sena Nikhom                                        | Sena Nikhom                              |
| U-Bahn-Haltepunkt / Haltestelle |  | Ratchayothin                                       | Ratchayothin                             |
| U-Bahn-Haltepunkt / Haltestelle |  | Phahonyothin 24                                    | Phahonyothin 24                          |
| U-Bahn-Strecke quer · U-Bahn-Turmbahnhof · U-Bahn-Strecke quer |  | Ha Yaek Lat Phrao ↔ MRT: Blaue Linie               | Ha Yaek Lat Phrao ↔ MRT: Blaue Linie     |
| |  | Don Mueang-Autobahn                                |                                          |
| U-Bahn-Abzweig geradeaus und nach links · U-Bahn-Betriebs-/Güterbahnhof Ende Hochstrecke und quer |  | Depot Mo Chit                                      | Depot Mo Chit                            |
| U-Bahn-Strecke quer · U-Bahn-Turmbahnhof · U-Bahn-Strecke quer |  | Mo Chit ↔ MRT: Blaue Linie                         | Mo Chit ↔ MRT: Blaue Linie               |
| U-Bahn-Haltepunkt / Haltestelle |  | Saphan Khwai                                       | Saphan Khwai                             |
| ehemaliger U-Bahn-Haltepunkt / Haltestelle |  | Sena Ruam (geplant)                                | Sena Ruam (geplant)                      |
| U-Bahn-Haltepunkt / Haltestelle |  | Ari                                                | Ari                                      |
| U-Bahn-Haltepunkt / Haltestelle |  | Sanam Pao                                          | Sanam Pao                                |
| |  | Si Rat-Autobahn                                    |                                          |
| U-Bahn-Haltepunkt / Haltestelle |  | Victory Monument                                   | Victory Monument                         |
| Strecke quer · U-Bahn-Turmbahnhof mit Eisenbahn · Strecke quer |  | Phaya Thai ↔ Airport Rail Link                     | Phaya Thai ↔ Airport Rail Link           |
| U-Bahn-Haltepunkt / Haltestelle |  | Ratchathewi                                        | Ratchathewi                              |
| Strecke quer, geradeaus und nach rechts · U-Bahn-Bahnhof · Strecke quer, geradeaus und nach rechts |  | Siam ↔ BST: Silom Linie                            | Siam ↔ BST: Silom Linie                  |
| U-Bahn-Überleitstelle / Spurwechsel |  |                                                    |                                          |
| U-Bahn-Haltepunkt / Haltestelle |  | Chit Lom                                           | Chit Lom                                 |
| U-Bahn-Haltepunkt / Haltestelle |  | Phloen Chit                                        | Phloen Chit                              |
| U-Bahn-Haltepunkt / Haltestelle |  | Nana                                               | Nana                                     |
| U-Bahn-Strecke quer · U-Bahn-Turmbahnhof · U-Bahn-Strecke quer |  | Asok ↔ MRT: Blaue Linie                            | Asok ↔ MRT: Blaue Linie                  |
| U-Bahn-Haltepunkt / Haltestelle |  | Phrom Phong                                        | Phrom Phong                              |
| U-Bahn-Haltepunkt / Haltestelle |  | Thong Lo                                           | Thong Lo                                 |
| U-Bahn-Haltepunkt / Haltestelle |  | Ekkamai                                            | Ekkamai                                  |
| U-Bahn-Haltepunkt / Haltestelle |  | Phra Khanong                                       | Phra Khanong                             |
| |  | Chalong Rat-Autobahn                               |                                          |
| U-Bahn-Haltepunkt / Haltestelle |  | On Nut                                             | On Nut                                   |
| U-Bahn-Haltepunkt / Haltestelle |  | Bang Chak                                          | Bang Chak                                |
| U-Bahn-Haltepunkt / Haltestelle |  | Punnawithi                                         | Punnawithi                               |
| U-Bahn-Haltepunkt / Haltestelle |  | Udom Suk                                           | Udom Suk                                 |
| U-Bahn-Haltepunkt / Haltestelle |  | Bang Na                                            | Bang Na                                  |
| U-Bahn-Haltepunkt / Haltestelle |  | Bearing                                            | Bearing                                  |
| U-Bahn-Bahnhof · Strecke quer, Ende Hochstrecke, nach links und nach links |  | Samrong MRT: Gelbe Linie                           | Samrong MRT: Gelbe Linie                 |
| U-Bahn-Haltepunkt / Haltestelle |  | Pu Chao                                            | Pu Chao                                  |
| |  | Kanchanapisek-Autobahn                             |                                          |
| U-Bahn-Haltepunkt / Haltestelle |  | Chang Erawan                                       | Chang Erawan                             |
| U-Bahn-Haltepunkt / Haltestelle |  | Royal Thai Naval Academy                           | Royal Thai Naval Academy                 |
| U-Bahn-Haltepunkt / Haltestelle |  | Pak Nam                                            | Pak Nam                                  |
| U-Bahn-Haltepunkt / Haltestelle |  | Srinagarindra                                      | Srinagarindra                            |
| U-Bahn-Haltepunkt / Haltestelle |  | Phraek Sa                                          | Phraek Sa                                |
| U-Bahn-Haltepunkt / Haltestelle |  | Sai Luat                                           | Sai Luat                                 |
| U-Bahn-Haltepunkt / Haltestelle |  | Kheha                                              | Kheha                                    |
| U-Bahn-Betriebs-/Güterbahnhof Anfang Hochstrecke und quer · U-Bahn-Abzweig geradeaus und nach rechts |  | Depot Samut Prakan                                 | Depot Samut Prakan                       |
| |  | Vorleistung für geplante Verlängerung nach Bang Pu |                                          |

Vom ursprünglichen nördlichen Endpunkt Mo Chit wurde die Sukhumvit-Linie in mehreren Etappen bis Khu Khot verlängert. Am 9. August 2019 wurde die Linie um eine Station zur Lat Phrao Intersection verlängert. Am 4. Dezember 2019 wurde die Linie um vier Stationen zur Kasetsart-Universität verlängert. Der neue Abschnitt konnte bis zum 2. Januar 2020 kostenlos genutzt werden. Eine weitere Verlängerung um vier Stationen zum Wat Phra Sri Mahathat wurde am 5. Juni 2020 eröffnet, die bis Ende 2020 kostenlos genutzt werden konnte. Die restlichen sieben Stationen bis Khu Khot wurden am 16. Dezember 2020 eröffnet, der neue Abschnitt konnte bis 1. Januar 2021 kostenlos genutzt werden.
- Khu Khot (คูคต)
- Yaek Kor Por Aor (แยก คปอ.) – Royal Thai Air Force Command Center, Bangkok Gate Plaza
- Royal Thai Air Force Museum (พิพิธภัณฑ์กองทัพอากาศ) – Royal Thai Air Force Museum, Luftwaffenstützpunkt
- Bhumibol Adulyadej Hospital (โรงพยาบาลภูมิพลอดุลยเดช) – Bhumibol-Adulyadej-Krankenhaus, Luftwaffenstützpunkt
- Saphan Mai (สะพานใหม่) – Ying Charoen Markt
- Sai Yud (สายหยุด)
- Phahon Yothin 59 (พหลโยธิน 59)
- Wat Phra Sri Mahathat (วัดพระศรีมหาธาตุ) – Umsteigemöglichkeit zur MRT Pinke Linie (Haltestelle Wat Phra Sri Mahathat).
- 11th Infantry Regiment (กรมทหารราบที่ 11) – Militärstützpunkt
- Bang Bua (บางบัว) – Sripatum-Universität
- Royal Forest Department (กรมป่าไม้) – Royal Forest Department
- Kasetsart University (มหาวิทยาลัยเกษตรศาสตร์) – Kasetsart-Universität, Tierklinik Kasetsart University
- Sena Nikhom (เสนานิคม) – Bodenmuseum Bangkok
- Ratchayothin (รัชโยธิน) – Major Cineplex Ratchayothin
- Phahon Yothin 24 (พหลโยธิน 24)
- Ha Yaek Lat Phrao (ห้าแยกลาดพร้าว) – Umsteigemöglichkeit zur Metro (Haltestelle Phahon Yothin)
- Mo Chit (หมอชิต) – Umsteigemöglichkeit zur Metro (Haltestelle Chatuchak Park), der Name wurde von dem alten Bus-Terminal übernommen.
- Saphan Khwai (สะพานควาย)
- Sena Ruam (geplant)
- Ari (อารีย์)
- Sanam Pao (สนามเป้า)
- Victory Monument (อนุสาวรีย์ชัยสมรภูมิ – Anusawari Chai Samoraphum) – Fußgängerbrücke („Skybridge“) zum Century Movie Plaza
- Phaya Thai (พญาไท) – Umsteigemöglichkeit zur City Linie des Suvarnabhumi Airport Rail Link („Hellrote Linie“)
- Ratchathewi (ราชเทวี) – Fußgängerbrücke („Skybridge“) zum Asia Hotel
- Siam (สยาม) – Umsteigemöglichkeit zur Silom-Linie; der Name wurde nach dem nahegelegenen Siam Square gewählt; Fußgängerbrücke („Skybridge“) zu den Einkaufszentren Siam Paragon, Siam Center und Central World Plaza und weiter bis zur Haltestelle Chit Lom
- Chit Lom (ชิดลม) – Erawan-Schrein; Fußgängerbrücke („Skybridge“) zu den Einkaufszentren Central Chitlom, Gaysorn und Central World Plaza
- Phloen Chit (เพลินจิต) – Fußgängerbrücke („Skybridge“) zum Wave Place
- Nana (นานา)
- Asok (อโศก) – Umsteigemöglichkeit zur Metro (Haltestelle Sukhumvit); Fußgängerbrücke („Skybridge“) zum Sheraton Grand Hotel, Times Square Einkaufszentrum sowie zum Robinson Department Store.
- Phrom Phong (พร้อมพงษ์) – Benjasiri Park; Fußgängerbrücke („Skybridge“) zur Emporium Shopping Mall, Washington Square
- Thong Lo (ทองหล่อ)
- Ekkamai (เอกมัย) – Eastern Bus Terminal
- Phra Khanong (พระโขนง)
- On Nut (อ่อนนุช) – Fußgängerbrücke („Skybridge“) zu Tesco Lotus
- Bang Chak (บางจาก)
- Punnawithi (ปุณณวิถี) – in der Nähe: Wat Tham Mongkhon (วัดธรรมมงคล), buddhistischer Tempel im Soi Punnawithi, mit einer der höchsten Chedis von Thailand.
- Udom Suk (อุดมสุข)
- Bang Na (บางนา) – Fußgängerbrücke („Skybridge“) zu Bangkok International Trade and Exhibition Centre (BITEC)
- Bearing (แบริ่ง)
- Samrong (สำโรง) – Umsteigemöglichkeit zur MRT Gelbe Linie (Haltestelle Samrong).
- Pu Chao (ปู่เจ้า)
- Chang Erawan (ช้างเอราวัณ)
- Royal Thai Naval Academy (โรงเรียนนายเรือ)
- Pak Nam (ปากน้ำ)
- Srinagarindra (ศรีนครินทร์)
- Phraek Sa (แพรกษา)
- Sai Luat (สายลวด)
- Kheha (เคหะฯ)

Die Verlängerung um sieben Stationen von On Nut nach Bearing (Sukhumvit Soi 107) wurde am 12. August 2011 in Betrieb genommen. Bis Anfang 2012 konnte sie gratis benutzt werden. Am 3. April 2017 wurde die Linie um eine Station nach Samrong erweitert. Eine weitere, 13 Kilometer lange, Verlängerung zur Station Kheha in Samut Prakan wurde im Dezember 2018 eröffnet, wiederum verbunden mit dem Angebot der kostenlosen Nutzung während der ersten vier Monate.

### Silom-Linie
| \| \| \| National Stadium \| \| \| \| \| Siam ↔ BTS: Sukhumvit Linie \| \| \| \| \| \| \| \| \| \| Ratchadamri \| \| \| \| \| Si Lom ↔ MRT: Blaue Linie \| \| \| \| \| Sala Daeng \| \| \| \| \| Chong Nonsi \| \| \| \| \| Saint Louis \| \| \| \| \| Surasak \| \| \| \| \| Si Rat-Autobahn \| \| \| \| \| Saphan Taksin \| \| \| \| \| Chao-Phraya-Brücke \| \| \| \| \| Krung Thonburi \| \| \| \| \| Wongwian Yai ↔ MRT: Violette Linie (geplant) \| \| \| \| \| Pho Nimit \| \| \| \| \| Talat Phlu ↔ SRT: Dunkelrote Linie (geplant) \| \| \| \| \| Wutthakat \| \| \| \| \| Bang Wa ↔ MRT: Blaue Linie \| \| \| \| \| Zugdepot \| \| |  |                                              |                                              |
| U-Bahn-Haltepunkt / Haltestelle Anfang Hochstrecke |  | National Stadium                             | National Stadium                             |
| Strecke quer und nach links · U-Bahn-Bahnhof · Strecke quer und nach links |  | Siam ↔ BTS: Sukhumvit Linie                  | Siam ↔ BTS: Sukhumvit Linie                  |
| U-Bahn-Überleitstelle / Spurwechsel |  |                                              |                                              |
| U-Bahn-Haltepunkt / Haltestelle |  | Ratchadamri                                  | Ratchadamri                                  |
| U-Bahn-Strecke quer · U-Bahn-Kreuzung |  | Si Lom ↔ MRT: Blaue Linie                    | Si Lom ↔ MRT: Blaue Linie                    |
| |  | Sala Daeng                                   |                                              |
| U-Bahn-Haltepunkt / Haltestelle |  | Chong Nonsi                                  | Chong Nonsi                                  |
| U-Bahn-Haltepunkt / Haltestelle |  | Saint Louis                                  | Saint Louis                                  |
| U-Bahn-Haltepunkt / Haltestelle |  | Surasak                                      | Surasak                                      |
| |  | Si Rat-Autobahn                              |                                              |
| U-Bahn-Bahnhof |  | Saphan Taksin                                | Saphan Taksin                                |
| |  | Chao-Phraya-Brücke                           |                                              |
| U-Bahn-Haltepunkt / Haltestelle |  | Krung Thonburi                               | Krung Thonburi                               |
| Strecke quer und nach links (außer Betrieb) · U-Bahn-Bahnhof · Strecke quer und nach links (außer Betrieb) |  | Wongwian Yai ↔ MRT: Violette Linie (geplant) | Wongwian Yai ↔ MRT: Violette Linie (geplant) |
| U-Bahn-Haltepunkt / Haltestelle |  | Pho Nimit                                    | Pho Nimit                                    |
| Strecke quer (außer Betrieb) · U-Bahn-Turmbahnhof mit Eisenbahn · Strecke quer (außer Betrieb) |  | Talat Phlu ↔ SRT: Dunkelrote Linie (geplant) | Talat Phlu ↔ SRT: Dunkelrote Linie (geplant) |
| U-Bahn-Haltepunkt / Haltestelle |  | Wutthakat                                    | Wutthakat                                    |
| U-Bahn-Strecke quer · U-Bahn-Turmbahnhof · U-Bahn-Strecke quer |  | Bang Wa ↔ MRT: Blaue Linie                   | Bang Wa ↔ MRT: Blaue Linie                   |
| U-Bahn-Strecke nach links · U-Bahn-Betriebs-/Güterbahnhof Ende Hochstrecke und quer |  | Zugdepot                                     | Zugdepot                                     |

- National Stadium (สนามกีฬาแห่งชาติ) – Suphachalasai-Stadion; Fußgängerbrücke („Skybridge“) zu den Einkaufszentren MBK Center, Tokyu Department Store und Siam Discovery Centre.
- Siam (สยาม) – Umsteigemöglichkeit zur Sukhumvit-Linie; Fußgängerbrücke („Skybridge“) zu den Einkaufszentren Siam Center, Siam Paragon, Central World Plaza und zum Siam Kempinski Hotel.
- Ratchadamri (ราชดำริ)
- Sala Daeng (ศาลาแดง) – Umsteigemöglichkeit zur Metro (Haltestelle Si Lom); Fußgängerbrücke („Skybridge“) zu den Einkaufszentren Central Silom Complex, Robinson, Thaniya Center und J-City. Der Patpong-Nachtmarkt liegt nur einige Gehminuten entfernt.
- Chong Nonsi (ช่องนนทรี) – Umsteigemöglichkeit zum Bus Rapid Transit (Haltestelle Sathorn)
- Saint Louis (เซนต์หลุยส์)
- Surasak (สุรศักดิ์)
- Saphan Taksin (สะพานตากสิน) – Umsteigemöglichkeit in das „Chao-Phraya-Express-Boat“ und weitere Flussfähren am Sathon Pier.
- Krung Thon Buri (กรุงธนบุรี) – Umsteigemöglichkeit zur goldenen Linie
- Wongwian Yai (วงเวียนใหญ่)
- Pho Nimit (โพธิ์นิมิตร)
- Talat Phlu (ตลาดพลู) – Umsteigemöglichkeit zum Bus Rapid Transit (Haltestelle Talat Phlu)
- Wutthakat (วุฒากาศ)
- Bang Wa (บางหว้า) – Umsteigemöglichkeit zur Metro (Haltestelle Bang Wa)

Die Erweiterung um zwei Stationen von Saphan Taksin bis Wongwian Yai wurde am 15. Mai 2009 eröffnet. Eine weitere Verlängerung um vier Stationen durch den Stadtteil Thonburi bis zur Phetkasem Road (Bang Wa) wurde nach zweijähriger Verzögerung durch das Hochwasser Ende 2011 am 5. Dezember 2013 eingeweiht.

### Goldene Linie
| \| \| \| Memorial Bridge BRT: Violette Linie (2027 geplant) \| \| \| \| Khlong San SRT: Dunkelrote Linie (Umstieg geplant) \| \| \| \| Charoen Nakhon \| \| \| \| Krung Thon Buri \| \| \| \| ↔ BST: Silom-Linie \| |  |                                                    |                                                    |
| U-Bahn-Strecke quer (außer Betrieb) · U-Bahn-Kopfbahnhof Anfang Hochstrecke (Strecke außer Betrieb) · U-Bahn-Strecke quer (außer Betrieb)                                                                           |  | Memorial Bridge BRT: Violette Linie (2027 geplant) | Memorial Bridge BRT: Violette Linie (2027 geplant) |
| U-Bahn-Strecke quer (außer Betrieb) · U-Bahn-Kopfbahnhof Strecke bis hier außer Betrieb · U-Bahn-Strecke quer (außer Betrieb)                                                                                       |  | Khlong San SRT: Dunkelrote Linie (Umstieg geplant) | Khlong San SRT: Dunkelrote Linie (Umstieg geplant) |
| U-Bahn-Haltepunkt / Haltestelle |  | Charoen Nakhon                                     | Charoen Nakhon                                     |
| U-Bahn-Kopfbahnhof Anfang Hochstrecke und quer · U-Bahn-Strecke nach rechts |  | Krung Thon Buri                                    | Krung Thon Buri                                    |
| U-Bahn-Strecke quer · U-Bahn-Strecke quer |  | ↔ BST: Silom-Linie                                 | ↔ BST: Silom-Linie                                 |

Die Goldene Linie wurde am 16. Dezember 2020 eröffnet und bindet das Neubaugebiet Iconsiam und das Taksin-Krankenhaus an das Nahverkehrsnetz an.
- Krung Thon Buri (สถานีกรุงธนบุรี) – Umsteigemöglichkeit zur Silom-Linie
- Charoen Nakhon (เจริญนคร)
- Khlong San (คลองสาน)

Daneben ist eine Verlängerung zur Station Memorial Bridge geplant, wo eine Umsteigemöglichkeit zur Violetten Linie der Metro geschaffen werden soll. Außerdem soll in Zukunft bei der Station Khlong San eine Umsteigemöglichkeit zur Dunkelroten Linie der SRT entstehen.

## Fahrzeuge
Um sich die Möglichkeit offenzuhalten, Strecken gemeinsam mit der Bangkok Metro zu betreiben, sind deren Fahrzeugtypen sehr ähnlich. Eine Ausnahme sind die Fahrzeuge des APM der Goldenen Linie. Hier werden drei zweiteilige Züge vom Typ Bombardier Innovia 300 APM mit einer Kapazität von 138 Fahrgästen und einer Höchstgeschwindigkeit von 80 km/h eingesetzt. Die Züge fahren im Gegensatz zu den Baureihen auf den beiden anderen Linien mit Gummirädern auf einem Betonfahrweg.
Aktuell werden auf der Sukhumvit-Linie und auf der Silom-Linie insgesamt vier verschiedene Baureihen eingesetzt. Die Spurweite beträgt 1435 mm (Normalspur) und die Züge beziehen aus einer Stromschiene 750 V Gleichstrom.

### A1
Die älteste Baureihe mit der Bezeichnung „A1“ besteht aus insgesamt 35 von Siemens gebauten Zügen, die seit 1999 eingesetzt werden und weitestgehend mit den in der Metro eingesetzten Zügen identisch sind. Die Züge, die ursprünglich dreiteilig waren und entsprechend über eine Kapazität von ca. 830 Fahrgästen verfügten und bei Bedarf in Doppeltraktion eingesetzt werden können, wurden nach der Bestellung von 35 zusätzlichen Zwischenwagen im Jahr 2010 zwischen November 2012 und März 2013 alle zu vierteiligen Zügen verlängert, welche über eine Kapazität von 1106 Fahrgästen verfügen.

### B1/B2
Seit 2010 werden außerdem zwölf vierteilige Züge der Baureihe „B1“ eingesetzt, die von CNR Changchun gebaut wurden und über eine Kapazität von 1490 Fahrgästen verfügen. Im September 2012 wurden fünf weitere Züge mit der Bezeichnung „B2“ bestellt, die seit dem 29. November 2013 eingesetzt werden.

### B3
Zusätzlich wurden im Mai 2016 bei CRRC Changchun insgesamt 24 vierteilige Züge der Baureihe „B3“ bestellt, welche seit 2018 in Einsatz sind.

### A2
Die neueste Baureihe „A2“ besteht aus 22 vierteiligen Zügen auf Grundlage der Inspiro-Plattform, die seit Oktober 2019 eingesetzt werden und von Siemens und Bozankaya in Ankara in der Türkei für die Verlängerung der Sukhumvit-Linie von Kheha zur Station Kasetsart University gebaut wurden. Die Instandhaltung wird über einen Zeitraum von 16 Jahren von Siemens durchgeführt.

Baureihen des Bangkok Skytrain
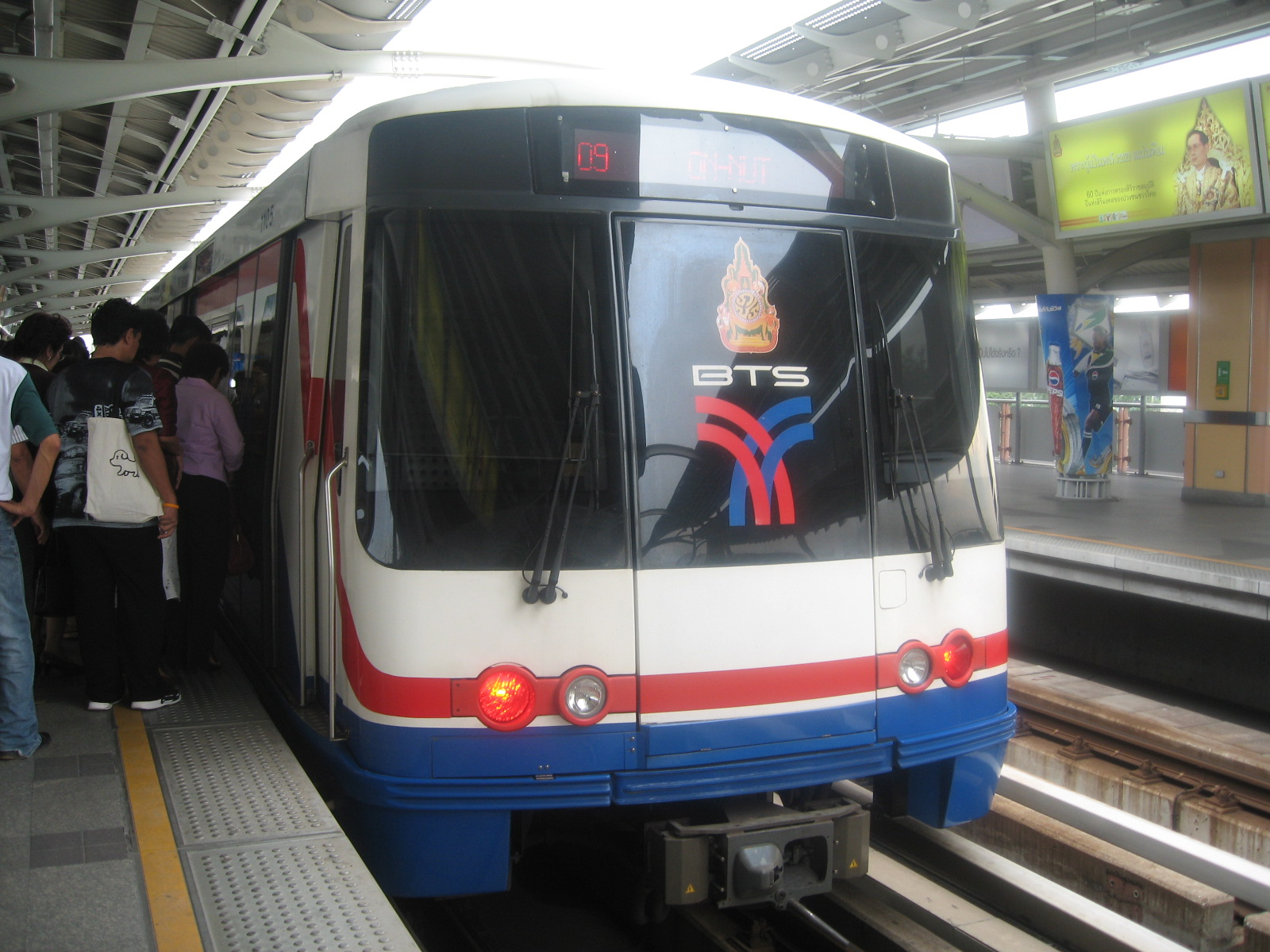
Von Siemens gebauter Zug der Baureihe A1
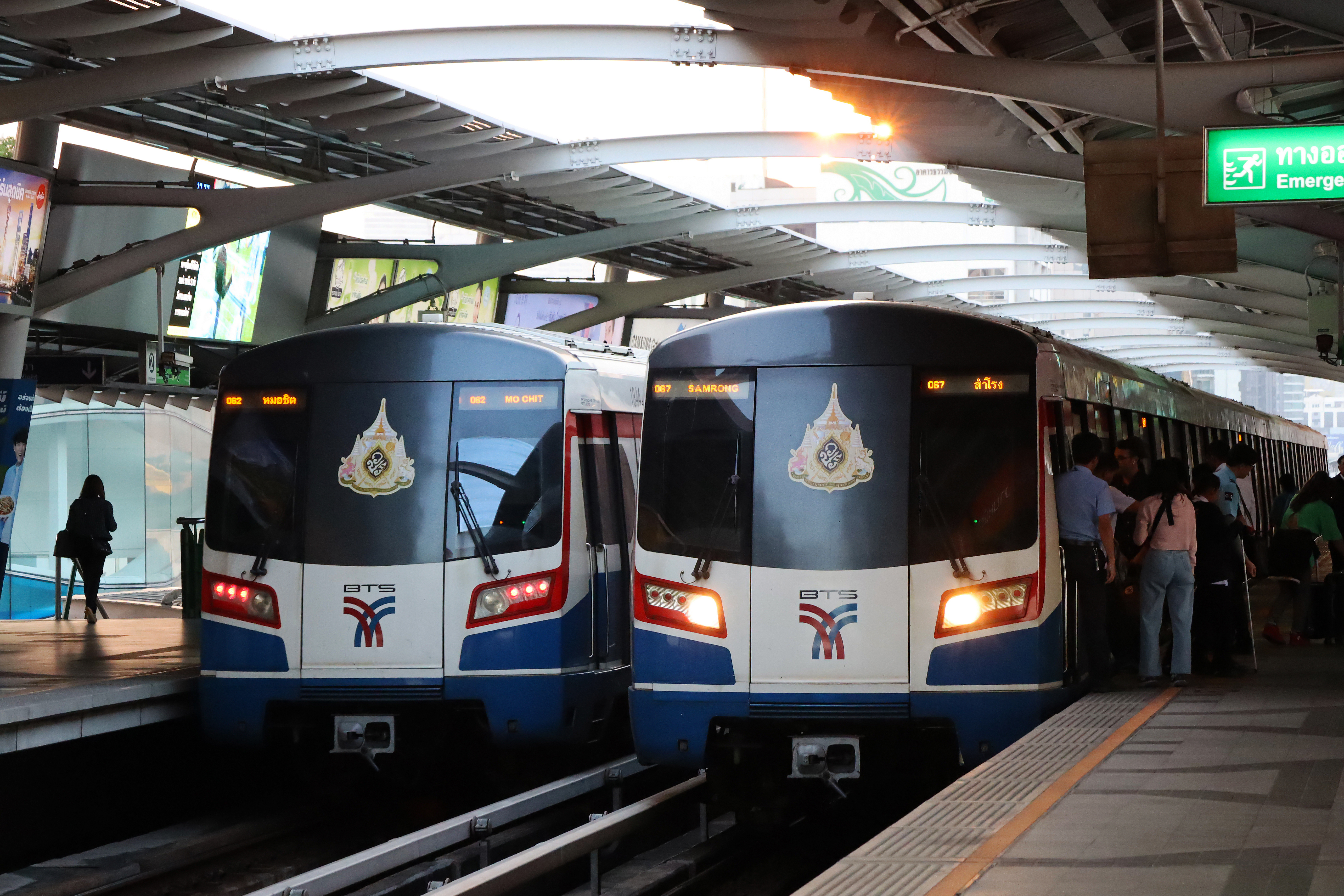
Von CNR Changchun gebaute Züge der Baureihe B2
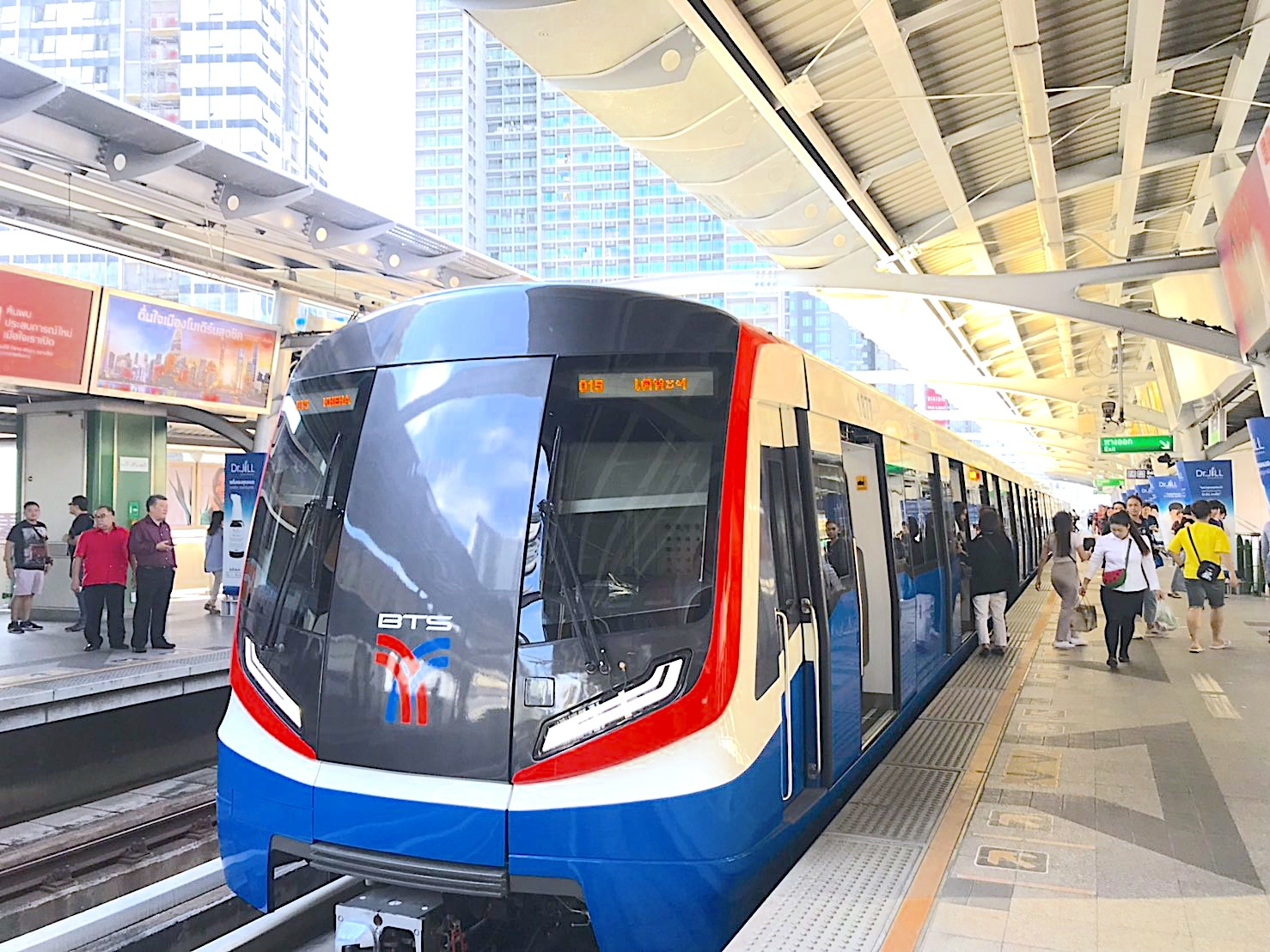
Von CRRC Changchun gebauter Zug der Baureihe B3
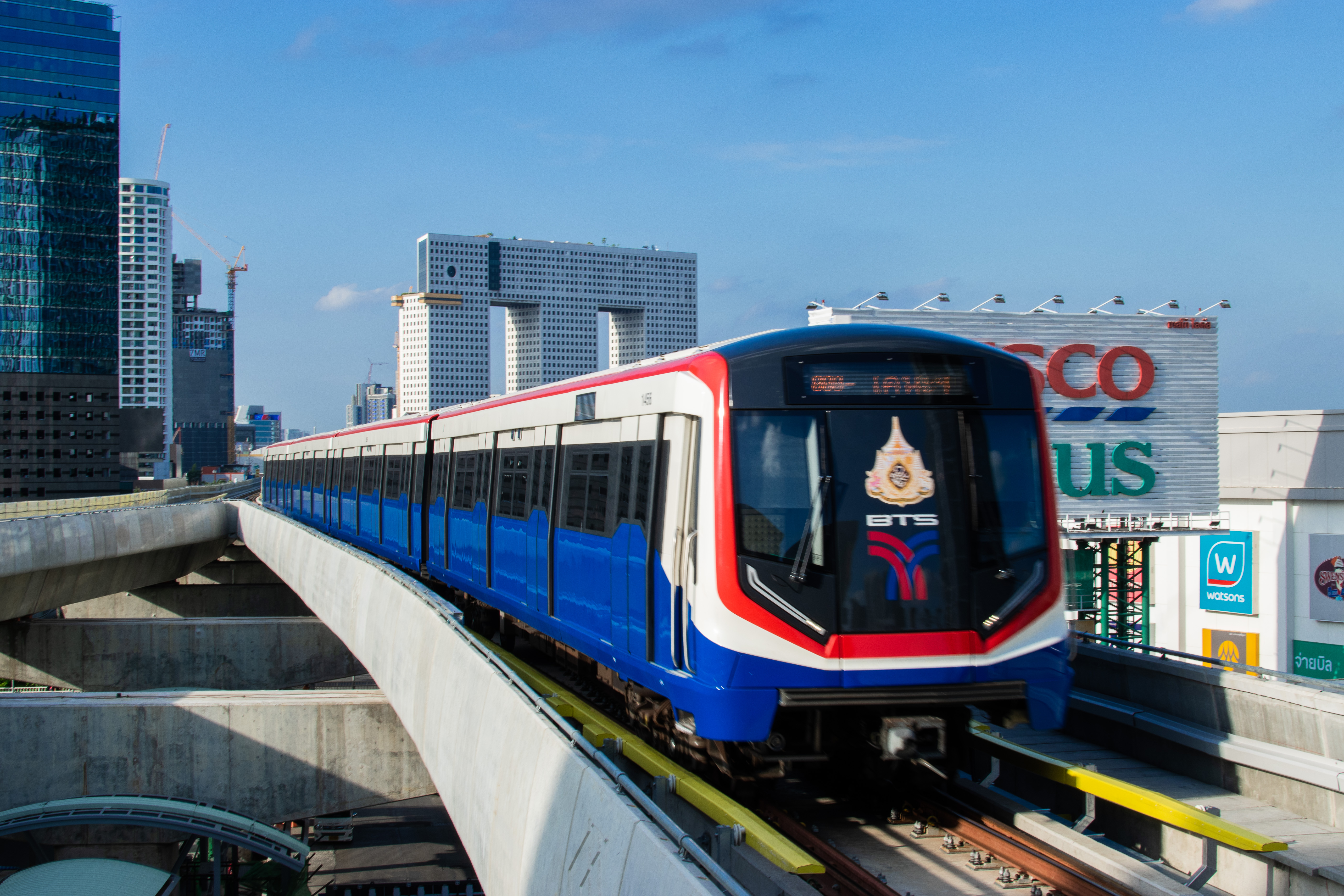
Von Siemens und Bozankaya gebauter Inspiro (Baureihe A2)
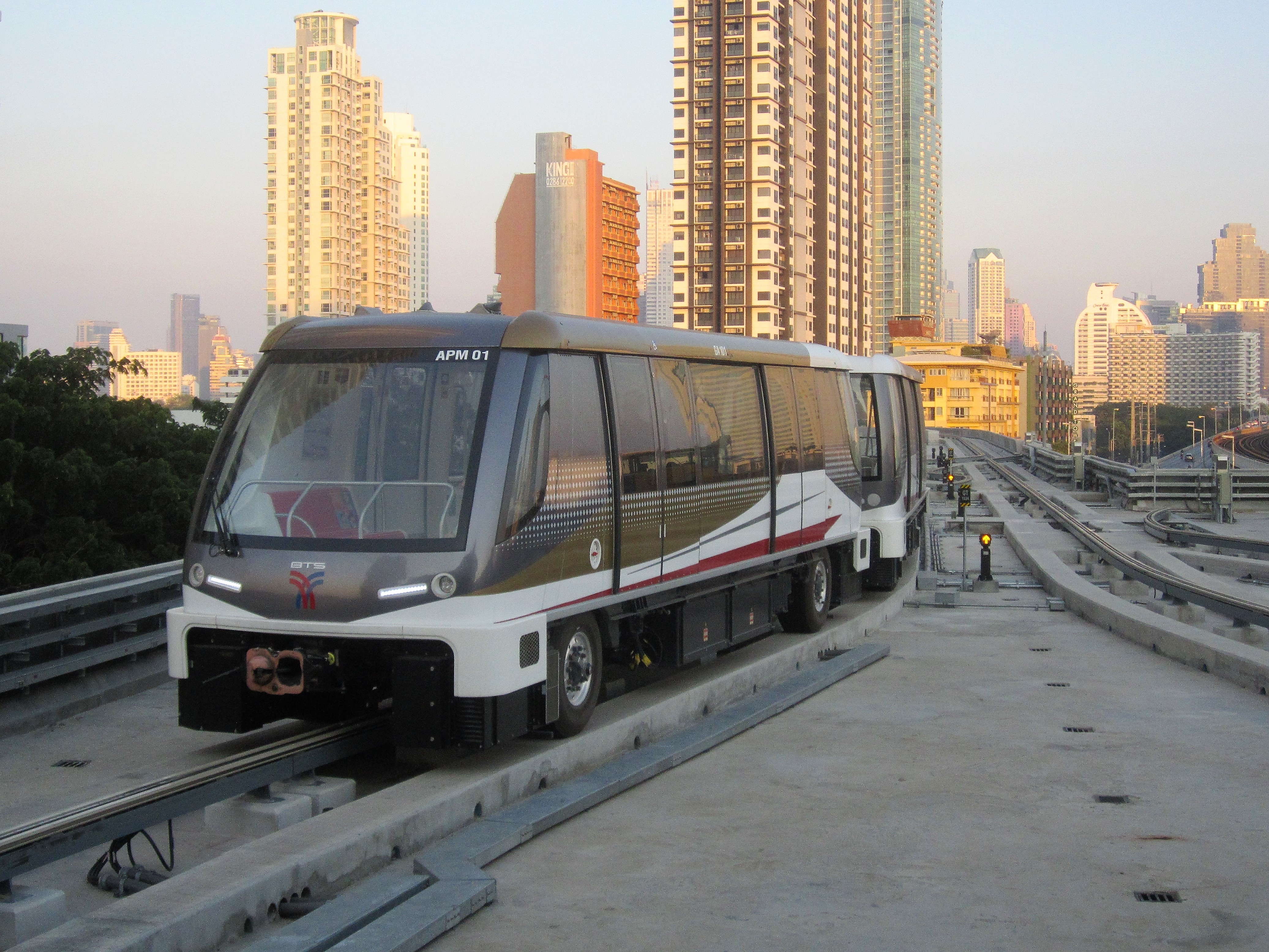
Von Bombardier gebauter Innovia 300 APM